# العلاقات النيجرية التشيلية
العلاقات النيجرية التشيلية هي العلاقات الثنائية التي تجمع بين النيجر وتشيلي.

## مقارنة بين البلدين
هذه مقارنة عامة ومرجعية للدولتين:
| وجه المقارنة                                              | النيجر          | تشيلي                         |
| --------------------------------------------------------- | --------------- | ----------------------------- |
| المساحة (كم2)                                             | 1.27 مليون      | 756.10 ألف                    |
| عدد السكان (نسمة)                                         | 21.48 مليون     | 17.37 مليون                   |
| الكثافة السكانية (ن./كم²)                                 | 16.91           | 22.97                         |
| العاصمة                                                   | نيامي           | سانتياغو                      |
| اللغة الرسمية                                             | لغة فرنسية      | اللغة الإسبانية               |
| العملة                                                    | فرنك غرب أفريقي | بيزو تشيلي، وحدة حساب تشيلية ‏ |
| الناتج المحلي الإجمالي (بليون دولار)                      | 8.12 مليار      | 277.08 مليار                  |
| الناتج المحلي الإجمالي (تعادل القوة الشرائية) بليون دولار | 19.01 مليار     | 419.39 مليار                  |
| الناتج المحلي الإجمالي الاسمي للفرد دولار أمريكي          | 358             | 13.42 ألف                     |
| الناتج المحلي الإجمالي للفرد دولار أمريكي                 | 938             | 22.07 ألف                     |
| مؤشر التنمية البشرية                                      | 0.348           | 0.832                         |
| رمز المكالمات الدولي                                      | +227            | +56                           |
| رمز الإنترنت                                              | .ne             | .cl                           |
| المنطقة الزمنية                                           | ت ع م+01:00     | 00، 00، 00، 00                |

## منظمات دولية مشتركة
يشترك البلدان في عضوية مجموعة من المنظمات الدولية، منها:
| علم المنظمة | اسم المنظمة                               | تاريخ انضمام النيجر | تاريخ انضمام تشيلي |
| ----------- | ----------------------------------------- | ------------------- | ------------------ |
|             | وكالة ضمان الاستثمار متعدد الأطراف        | 10 مايو 2012        | 12 أبريل 1988      |
|             | منظمة الشرطة الجنائية الدولية             | ?                   | ?                  |
|             | منظمة حظر الأسلحة الكيميائية              | ?                   | ?                  |
|             | منظمة التجارة العالمية                    | ?                   | ?                  |
|             | الفريق المعني برصد الأرض                  | ?                   | ?                  |
|             | الأمم المتحدة                             | 20 سبتمبر 1960      | 24 أكتوبر 1945     |
|             | مؤسسة التمويل الدولية                     | 7 يناير 1980        | 15 أبريل 1957      |
|             | يونسكو                                    | 10 نوفمبر 1960      | 7 يوليو 1953       |
|             | مؤسسة التنمية الدولية                     | 24 أبريل 1963       | 30 ديسمبر 1960     |
|             | البنك الدولي للإنشاء والتعمير             | 24 أبريل 1963       | 31 ديسمبر 1945     |
|             | المركز الدولي لتسوية المنازعات الاستشارية | 14 ديسمبر 1966      | 24 أكتوبر 1991     |
|             | الاتحاد البريدي العالمي                   | ?                   | ?                  |
|             | الاتحاد الدولي للاتصالات                  | 14 نوفمبر 1960      | 1908               |

## وصلات خارجية
- موقع وزارة الخارجية التشيلية